# 天脊集团
山西天脊煤化工集团有限公司，简称天脊集团，其前身为山西化肥厂，总部位于山西省长治市潞城区天脊大道188号。主要从事化肥制造、有机化工、煤炭深加工、精细化工等 。拥有中国驰名商标“天脊”。

## 历史沿革
- 1980年2月13日，国家计委批准山西化肥厂任务书。山西化肥厂是国家“六五”重点建设工程，是中华人民共和国引进的第一条以煤为原料的大化肥装置，设计年产合成氨30万吨、硝酸54万吨，自备热电站装机1.6万千瓦，厂址定在晋东南地区潞城县微子镇。[2]
- 1983年7月25日，山西化肥厂开工建设。
- 1987年7月31日，在完成单体、联动试车后正式开始化工投料试生产。
- 1997年，山西化肥厂整体改制为天脊煤化工集团有限公司。[3]
- 2010年，潞安矿业集团与天脊煤化工集团进行整合重组，潞安集团成为天脊集团的母公司。[4]

## 相关事件

### 生产事故
2012年12月31日，天脊煤化工公司发生苯胺泄漏事故，事故发生五天后山西省才向下游的河北省进行通报。事后调查认定事故中苯胺泄漏总量为319.87吨，流出厂区134.29吨，其中流入浊漳河8.76吨。
2013年6月13日清晨，天脊集团发生氨气泄漏。